# Нижча генеральна старшина
Нижча генеральна старшина — колективний орган військово-господарського управління козацьким військом, який за відсутності гетьмана здійснював нагляд за станом бойової готовності війська. Н.г.с. як колегіальний орган центральної влади Гетьманщини була заснована гетьманом К.Розумовським 5 грудня 1763 з метою поділу компетенції на цивільні та військові справи. До Н.г.с. входили 2 генеральних осавули, генеральний хорунжий та генеральний бунчужний. Діловодство вели 3 канцеляристи. З початком роботи 2-ї Малоросійської колегії орган припинив своє функціонування. Генеральний осавул Іван Жоравка та генеральний хорунжий Данило Апостол стали членами присутствія 2-ї Малоросійської колегії, а генеральний осавул Іван Скоропадський і генеральний бунчужний Я. Тарновський очолили «слідчу про козацькі образи комісію».